# الانتخابات البرلمانية المصرية 1936
عقدت الانتخابات البرلمانية في مصر في مايو 1936 وكانت النتيجة فوز حزب الوفد الذي حصل على 169 مقعدًا من أصل 232 مقعدًا.

## النتائج
| الحزب                     | الأصوات | % | المقاعد | +/- |
| ------------------------- | ------- | - | ------- | --- |
| حزب الوفد                 |         |   | 169     | -29 |
| حزب الأحرار الدستوريين    |         |   | 17      |     |
| الحزب الوطني              |         |   | 4       |     |
| المستقلين                 |         |   | 42      |     |
| أصوات غير صالحة / فارغة   |         | - | -       | -   |
| المجموع                   |         |   | 232     | -4  |
| المصدر: ستيرنبرغر وآخرون. |         |   |         |     |